# Affaire de la connexion qatarie en Israël
L' affaire QatarGate est un scandale politico-financier dévoilé en 2025 en Israël, dans lequel des proches conseillers du Premier ministre Benyamin Netanyahou sont soupçonnés d’avoir été rémunérés par le Qatar — un pays accusé de soutenir le Hamas — afin de promouvoir les intérêts de cet Émirat au sein du gouvernement israélien. Le service de sécurité intérieure, le Shin Bet, a ouvert une enquête, qualifiée de « complexe et multifacette », sur ces allégations de « connexion qatarie », conduisant à l’arrestation d’au moins deux collaborateurs de Netanyahou pour des chefs d’« intelligence avec une puissance étrangère », corruption, fraude, abus de confiance et blanchiment d’argent.
Le scandale a provoqué une crise politique en pleine guerre contre le Hamas : Netanyahou a tenté de limoger le chef du Shin Bet, Ronen Bar, qui supervisait l’enquête — une démarche suspendue par la Cour suprême d’Israël pour conflit d’intérêts.
L’affaire Qatargate a suscité de vives réactions au sein de la classe politique israélienne ainsi qu’à l’international (Qatar, Égypte, États-Unis), et l’enquête conjointe du Shin Bet et de la Police d’Israël se poursuivait toujours à la mi-2025.

## Contexte
Le Qatar entretient des relations complexes avec Israël. L’émirat héberge des dirigeants du Hamas et finance certains services civils dans la bande de Gaza, suscitant des interrogations quant à la nature de ses liens avec le mouvement islamiste.
À la suite de l’attaque du 7 octobre 2023 et de l’ouverture du conflit armé entre Israël et le Hamas, le Qatar joue un rôle de médiateur dans les négociations liées à la libération d’otages. Cette activité diplomatique place Doha en concurrence directe avec le rôle traditionnellement occupé par l’Égypte dans la région. Des représentants égyptiens critiquent alors la stratégie du Qatar, l’accusant de chercher à supplanter l’influence diplomatique du Caire.
Sur le plan politique intérieur, le Premier ministre Benyamin Netanyahou fait l’objet de poursuites judiciaires depuis 2020 dans plusieurs affaires pour corruption, fraude et abus de confiance. À ces procédures s’ajoutent des critiques concernant les défaillances sécuritaires ayant précédé l’attaque du Hamas.
En juillet 2024, le MEMRI publie des documents affirmant que le Qatar aurait proposé un financement de 50 millions de dollars américains au Likoud, parti dirigé par Netanyahou. Cette initiative aurait été présentée dans le cadre d’un projet dénommé « Project Raven ». Le parti Likoud dément formellement ces allégations.

## Révélations et enquêtes
Début février 2025, la chaîne israélienne Canal 12 révèle que plusieurs conseillers de Benyamin Netanyahou — notamment Jonatan Urich, Eli Feldstein, Yisrael Einhorn et Ofer Golan — auraient perçu des fonds d'origine qatarie pour mener des opérations d’influence au sein des institutions israéliennes, dans le but d'améliorer l'image du Qatar auprès des médias et des cercles sécuritaires. Parallèlement, Feldstein est déjà soupçonné d’avoir contribué à une fuite de documents militaires classifiés dans le cadre d’une autre affaire médiatisée.
Ces révélations déclenchent une série de réactions politiques. Le chef de l’opposition Yaïr Lapid dénonce une atteinte grave à la sécurité nationale. L’ancien général Yaïr Golan évoque quant à lui une « trahison » à l’encontre de l’État.
Mi-février 2025, le Shin Bet indique qu’il analyse les implications sécuritaires de l’affaire. Le 27 février, la procureure générale Gali Baharav-Miara ordonne l’ouverture d’une enquête criminelle conjointe, confiée à l’unité anticorruption Lahav 433 et au Shin Bet.
Le 13 mars, l’ancien directeur du Shin Bet, Nadav Argaman, déclare publiquement qu’il divulguerait toute tentative d’entrave à l’enquête. Ces propos entraînent une plainte pour chantage déposée par les avocats de Netanyahou. Trois jours plus tard, le 16 mars, le Premier ministre annonce vouloir démettre de ses fonctions le chef actuel du Shin Bet, Ronen Bar.
Le 19 mars, Jonatan Urich et Eli Feldstein sont placés en garde à vue. Le 31 mars, ils sont formellement inculpés pour contact avec un agent étranger, corruption, fraude, abus de confiance et blanchiment d’argent. Feldstein est accusé d’avoir été rémunéré via une agence de communication financée par Doha, tandis qu’Urich aurait agi comme intermédiaire dans le transfert de fonds.
Le journaliste Zvika Klein, rédacteur en chef du *Jerusalem Post*, est également arrêté pour avoir agi comme relais entre les conseillers et le lobbyiste pro-Qatar Jay Footlik. Le Premier ministre Benyamin Netanyahou est entendu dans l’affaire en tant que témoin.
Un quatrième conseiller, Yisrael Einhorn, quitte Israël pour la Serbie où il rejoint l’équipe du président Aleksandar Vučić et ne se présente pas aux autorités.
Le 1ᵉʳ avril, le juge Menahem Mizrahi du tribunal de Rishon LeZion estime qu’il existe des « soupçons raisonnables et fondés » autour d’un accord entre Urich et la société de lobbying américaine *The Third Circle*, visant à promouvoir le rôle du Qatar comme médiateur dans les échanges d’otages, au détriment de l’Égypte.
Le 5 avril, l’homme d’affaires David Saïg est également interrogé. Le 22 avril, Urich et Feldstein sont d’abord placés en résidence surveillée, mais cette décision est infirmée deux jours plus tard par la cour d’appel de Tel-Aviv, qui ordonne leur maintien en détention jusqu’au 8 mai.
Le 8 mai, la police annonce avoir retracé l’origine des transferts financiers, précisant que les éléments à charge contre Urich se sont renforcés. Le 9 mai, la Cour suprême d’Israël confirme la légalité de son maintien en détention préventive jusqu’au 12 mai au moins.
Le 19 mai 2025, le quotidien israélien Haaretz publie une enquête indiquant que la campagne de communication favorable au Qatar s’est poursuivie même après l’attaque du 7 octobre 2023 menée par le Hamas, dans le cadre d'une stratégie visant à présenter Doha comme médiateur incontournable dans la région.
Le 21 mai 2025, la Cour suprême d’Israël statue contre la décision du Premier ministre Benyamin Netanyahou de limoger le chef du Shin Bet, Ronen Bar, estimant cette mesure contraire aux principes de séparation des pouvoirs. Cette décision clôt définitivement la tentative de révocation.
À la fin du mois de mai, les enquêteurs de Lahav 433, en coopération avec le Shin Bet, révèlent avoir identifié un circuit de blanchiment impliquant plusieurs sociétés-écrans enregistrées à Chypre, à Londres et à Dubaï. Les transferts de fonds auraient transité par ces entités avant d'atteindre les comptes liés à Eli Feldstein.
Début juin 2025, le gouvernement qatari publie un communiqué niant toute implication directe dans le financement d’activités de lobbying en Israël, dénonçant une « campagne de désinformation » menée pour discréditer son rôle dans les négociations de cessez-le-feu à Gaza.
À la mi-juin, l’unité de cybercriminalité de la police israélienne confirme que plusieurs comptes de réseaux sociaux utilisés dans la campagne d’influence pro-Qatar étaient gérés depuis l’étranger, notamment à partir d’adresses IP situées au Royaume-Uni et en Turquie.
Fin juin 2025, la justice israélienne annonce la préparation d’un acte d’accusation élargi, incluant des chefs d’accusation supplémentaires contre Jonatan Urich et Eli Feldstein, notamment pour subornation de témoins et manipulation de l’opinion publique au profit d’intérêts étrangers.
L’enquête judiciaire se poursuit toujours à la mi-2025.

## Réactions politiques
Le 31 mars 2025, le Premier ministre Benyamin Netanyahou qualifie l’enquête Qatargate de « chasse aux sorcières politique » et affirme, dans une vidéo, que ses deux conseillers arrêtés seraient « détenus en otages » par les autorités pour l'empêcher de démettre de ses fonctions le chef du Shin Bet, Ronen Bar. Cette déclaration provoque la réprobation des familles des otages israéliens détenus à Gaza, qui dénoncent une comparaison jugée déplacée.
Le 4 avril 2025, Netanyahou engage une procédure en diffamation contre Yaïr Golan, ancien général et député, l’accusant d’avoir affirmé que ses proches collaborateurs s’étaient rendus coupables de « trahison » à l’encontre de l’État. Il réclame 320 000 shekels de dommages-intérêts.
Le chef de l’opposition Yaïr Lapid exige une transparence totale sur les relations éventuelles entre le Qatar et des membres du gouvernement, estimant que l’affaire, si elle est avérée, constitue une menace grave pour la sécurité nationale.
Des manifestations sont organisées fin mars 2025 à Tel-Aviv, rassemblant des militants du mouvement anti-Netanyahou et des proches de personnes enlevées, qui dénoncent ce qu’ils considèrent comme une tentative de saper l’indépendance des institutions sécuritaires et judiciaires.
Le président de l’État d’Israël, Isaac Herzog, exprime quant à lui, dans un discours officiel fin mars, sa préoccupation face aux tensions croissantes entre les organes de l’État, évoquant des « initiatives controversées » susceptibles de porter atteinte à l’équilibre démocratique du pays, sans toutefois mentionner directement l’affaire Qatargate.

## Réactions internationales
Le gouvernement du Qatar a catégoriquement rejeté les accusations liées à l’affaire, qualifiant les enquêtes de « propagande journalistique à visée politique ». Le même jour, le Premier ministre qatari, Mohammed bin Abdulrahman Al-Thani, déclare que les allégations ne reposent sur « aucun fondement vérifiable » et relèvent d’une opération de communication hostile.
En Égypte, des parlementaires et éditorialistes critiquent l’attitude de Doha, l’accusant de chercher à marginaliser le rôle du Caire dans la médiation des négociations entre Israël et le Hamas.
Aux États-Unis, l’ancien ambassadeur israélien à Washington, Michael Herzog, exprime une « sérieuse inquiétude » quant à l’impact de l’affaire sur la coopération stratégique avec les partenaires occidentaux. Le think tank américain Foundation for Defense of Democracies met en garde contre un affaiblissement de la confiance internationale envers les institutions israéliennes. Le sénateur Lindsey Graham critique la nomination contestée d’Eli Sharvit à la direction du Shin Bet en mars 2025, et salue le rôle joué par la Cour suprême d’Israël dans la préservation de l’indépendance du système sécuritaire.
En France, l’affaire est largement relayée par les médias francophones, notamment France 24, Le Monde et Courrier international, sans réaction officielle immédiate. Le ministère français des Affaires étrangères rappelle néanmoins son attachement à la stabilité institutionnelle d’Israël et à la lutte contre le financement du terrorisme.

## Conséquences judiciaires et institutionnelles
Le 16 mars 2025, Benyamin Netanyahou annonce brutalement son intention de révoquer le chef du Shin Bet, Ronen Bar, invoquant une « perte de confiance qui s’est aggravée avec le temps ». Cette décision sans précédent – aucun directeur du Shin Bet n’avait été révoqué en cours de mandat – intervient alors que Bar supervise l’enquête Qatargate visant des proches du Premier ministre. Le 20 mars, le cabinet gouvernemental approuve à l’unanimité le renvoi, malgré les mises en garde de la procureure générale Gali Baharav-Miara, qui dénonce un conflit d’intérêts manifeste.
Des milliers d’Israéliens descendent dans la rue pour dénoncer ce qu’ils considèrent comme une tentative d’ingérence politique dans l’appareil sécuritaire. Pour l’opposition, le renvoi de Bar vise à bloquer l’enquête Qatargate et constitue un grave précédent antidémocratique.
Saisie en urgence, la Cour suprême d’Israël suspend la décision le 21 mars 2025, en attendant un examen sur le fond prévu pour avril. Elle interdit à Netanyahou de nommer un remplaçant entre-temps. Le 31 mars, Netanyahou propose malgré tout de nommer l’ex-amiral Eli Sharvit à la tête du service, mais fait rapidement marche arrière après un tollé juridique et politique. Ronen Bar reste donc en poste pendant toute la période contentieuse.
Le 21 mai 2025, la Cour suprême rend un arrêt définitif : elle juge le limogeage de Bar illégal, estimant qu’il violait les normes de procédure administrative et était entaché de partialité, du fait de l’enquête en cours visant l’entourage du Premier ministre. Bar demeure ainsi en fonction jusqu’au terme prévu de son mandat en 2026, assurant la continuité et l’indépendance de l’institution.
Sur le plan judiciaire, l’enquête Qatargate se poursuit en phase d’instruction à la mi-2025. Les principaux suspects – Jonatan Urich et Eli Feldstein – ne sont pas encore formellement inculpés, mais la justice estime les indices réunis suffisamment sérieux pour justifier leur maintien en détention provisoire prolongée.
Le parquet attend la fin de l’enquête conjointe menée par la Police d’Israël et le Shin Bet pour décider d’éventuelles mises en examen. Au-delà de ses aspects judiciaires, l’affaire a eu des répercussions institutionnelles majeures, accentuant la fracture entre le pouvoir exécutif et les contre-pouvoirs judiciaires et sécuritaires, et entraînant une série d’interventions de la Cour suprême pour défendre l’État de droit.

## Sources et révélations médiatiques
Le surnom « Qatargate » a d’abord été employé par la presse israélienne, par analogie au scandale homonyme ayant éclaboussé le Parlement européen en 2022.
Fin 2024, le quotidien Haaretz publie des révélations sur d’éventuels financements occultes en provenance du Qatar, signées par le journaliste Bar Peleg, évoquant la nécessité d’« évaluer si des proches de Benyamin Netanyahou ont travaillé pour une puissance étrangère ».
Le 10 février 2025, la chaîne Channel 12 révèle l’existence d’une enquête interne du Shin Bet visant plusieurs conseillers du Premier ministre, suspectés d’avoir été payés par Doha. Cette diffusion télévisée provoque un vif retentissement national. Peu après, le journaliste Nir Dvori confirme avoir été sollicité par Eli Feldstein pour publier des contenus favorables au Qatar, sollicitations qu’il déclare avoir refusées.
Tout au long du printemps 2025, les principaux médias israéliens suivent activement le dossier, malgré plusieurs ordonnances de non-divulgation imposées pour protéger le secret de l’enquête : Haaretz, Yedioth Aharonoth, The Times of Israel (édition anglophone), Channel 12 et i24News (en trois langues) consacrent une couverture soutenue à l’affaire.
En France, la presse généraliste comme Le Monde, Courrier international ou France 24 relaie les révélations et met l’accent sur leurs répercussions politiques dans un contexte de guerre entre Israël et le Hamas.
Les médias arabophones tels qu’Al-Jazeera couvrent également l’affaire, insistant sur ses implications diplomatiques et régionales. Des analystes internationaux soulignent le caractère inédit de ce scandale mêlant renseignement, diplomatie et financement politique, dans une période critique pour le gouvernement Netanyahou.